# Chińskie Tajpej na Letnich Igrzyskach Olimpijskich 1996
Chińskie Tajpej na Letnich Igrzyskach Olimpijskich 1996 reprezentowało 74 zawodników: 32 mężczyzn i 42 kobiety. Był to trzeci start reprezentacji Chińskiego Tajpej na letnich igrzyskach olimpijskich.

## Zdobyte medale
| Medal  | Zawodnik  | Dyscyplina    | Konkurencja          | Rezultat                                                              |
| ------ | --------- | ------------- | -------------------- | --------------------------------------------------------------------- |
| Srebro | Chen Jing | Tenis stołowy | gra pjedyncza kobiet | w finale uległa Chince Deng Yaping 2:3 (14:21,17:21,22:20,21:17,5:21) |

## Skład kadry

### Badminton
Kobiety
- Huang Chia-chi – gra pojedyncza – 9. miejsce,
- Jeng Shwu-zen – gra pojedyncza – 17. miejsce,
- Chen Li-chin, Tsai Hui-min – gra podwójna – 17. miejsce,

Mężczyźni
- Liu En-hung – gra pojedyncza – 9. miejsce,
- Chang Jeng-shyuang – gra pojedyncza – 17. miejsce,

### Boks
Mężczyźni
- Tsai Chih-hsiu waga papierowa do 48 kg – 17. miejsce,

### Judo
Kobiety
- Yu Shu-chen – waga do 48 kg – 15. miejsce,
- Tseng Hsiao-fen – waga do 52 kg – 13. miejsce,
- Huang Ai-chun – waga do 56 kg – 9. miejsce,
- Wu Mei-ling – waga do 66 kg – 9. miejsce,
- Chen Chiu-ping – waga do 72 kg – 19. miejsce,
- Yeh Wen-hua – waga powyżej 72 kg – 14. miejsce,

Mężczyźni
- Liao Chun-chiang – waga do 60 kg – 21. miejsce,
- Huang Chien-lung – waga do 71 kg – 21. miejsce,
- Lo Yu-wei – waga do 78 kg – 9. miejsce,
- Wu Kuo-hui – waga do 86 kg – 21. miejsce,

### Kolarstwo szosowe
Mężczyźni
- Chen Chih-hao – wyścig ze startu wspólnego – nie ukończył wyścigu

### Lekkoatletyka
Kobiety
- Wang Huei-chen – bieg na 100 m – odpadła w eliminacjach,
- Hsu Pei-chin – bieg na 400 m przez płotki – odpadła w eliminacjach

Mężczyźni
- Huang Hsin-ping – bieg na 100 m – odpadł w eliminacjach,
- Tao Wu-shiun – bieg na 200 m – odpadł w eliminacjach,
- Hsu Gi-sheng – maraton – 57. miejsce,
- Nai Hui-fang – skok w dal – 17. miejsce,
- Chao Chih-kuo – skok w dal – 30. miejsce,

### Łucznictwo
Kobiety
- Lin Yi-yin – indywidualnie – 13. miejsce,
- Lin Ya-hua – indywidualnie – 19. miejsce,
- Yang Chun-chi – indywidualnie – 46. miejsce,
- Lin Yi-yin, Lin Ya-hua, Yang Chun-chi – drużynowo – 12. miejsce,

Mężczyźni
- Hsieh Sheng-feng – indywidualnie – 10. miejsce,
- Cho Sheng-ling – indywidualnie – 41. miejsce,
- Wu Tsung-yi – indywidualnie – 44. miejsce,
- Hsieh Sheng-feng, Cho Sheng-ling, Wu Tsung-yi – drużynowo – 10. miejsce,

### Pływanie
- Lin Chien-ju – 50 m stylem dowolnym – 38. miejsce,
- Lin Chi-chan
  - 400 m stylem dowolnym – 11. miejsce,
  - 800 m stylem dowolnym – 9. miejsce,
  - 200 m stylem grzbietowym – 33. miejsce,
- Tsai Shu-min
  - 100 m stylem dowolnym – 40. miejsce,
  - 100 m stylem grzbietowym – 34. miejsce,
  - 200 m stylem zmiennym – 41. miejsce,
- Chang Wei-chia – 200 m stylem dowolnym – 35. miejsce,
- Chang Wei-chia, Lin Chien-ju, Lin Chi-chan, Tsai Shu-min – sztafeta 4 x 100 m stylem dowolnym – 18. miejsce
- Chang Wei-chia, Hsieh Shu-ting, Lin Chi-chan, Tsai Shu-min – sztafeta 4 x 200 m stylem dowolnym – 19. miejsce
- Mou Ying-hsin
  - 100 m stylem klasycznym – 39. miejsce,
  - 200 m stylem klasycznym – 36. miejsce,
- Hsieh Shu-ting – 100 m stylem motylkowym – 38. miejsce,
- Hsieh Shu-tzu
  - 200 m stylem motylkowym – 18. miejsce,
  - 400 m stylem zmiennym – 29. miejsce,
- Hsieh Shu-ting, Lin Chien-ju, Mou Ying-hsin, Tsai Shu-min – sztafeta 4 x 100 m stylem zmiennym – 24. miejsce,

Mężczyźni
- Huang Chih-yung
  - 50 m stylem dowolnym – 56. miejsce,
  - 100 m stylem dowolnym – 56. miejsce,
  - 100 m stylem klasycznym – 33. miejsce,
  - 200 m stylem klasycznym – 34. miejsce,

### Podnoszenie ciężarów
Mężczyźni
- Wang Shin-yuan – waga do 56 kg – 9. miejsce,
- Liao Hsing-chou – waga do 64 kg – 14. miejsce,
- Wu Tsai-fu – waga do 83 kg – 14. miejsce,
- Kuo Tai-chih – waga do 83 kg – 16. miejsce,

### Skoki do wody
Mężczyźni
- Chen Han-hung – trampolina 3 m – 37. miejsce,
- Chuan Hung-ping – wieża 10 m – 36. miejsce,

### Softball
Kobiety
- Han Hsin-lin, Chien Pei-chi, Chiu Chen-ting, Chang Hsiao-ching, Tu Hui-ping, Yen Show-tzu, Chung Chiung-yao, Liu Tzu-hsin, Ou Ching-chieh, Liu Chia-chi, Wang Ya-fen, Yang Hui-chun, Tu Hui-mei, Chien Chen-ju, Lee Ming-chieh – 6. miejsce,

### Strzelectwo
Mężczyźni
- Tu Tsai-hsing
  - pistolet pneumatyczny 10 m – 41. miejsce,
  - pistolet dowolny 50 m – 34. miejsce,
- Huang I-chien
  - trap  – 57. miejsce,
  - podwójny trap – 6. miejsce,

### Tenis stołowy
Kobiety
- Chen Jing – gra pojedyncza – 2. miejsce,
- Chen Chiu-tan – gra pojedyncza – 33. miejsce,
- Xu Jing – gra pojedyncza – 33. miejsce,
- Chen Chiu-tan, Chen Jing – gra podwójna – 5. miejsce,
- Bai Hui-yun, Xu Jing – gra podwójna – 9. miejsce,

Mężczyźni
- Chiang Peng-lung – gra pojedyncza – 17. miejsce,
- Chiang Peng-lung, Wu Wen-chia – gra podwójna – 17. miejsce,

### Tenis ziemny
Kobiety
- Wang Shi-ting – gra pojedyncza – 17. miejsce,

Mężczyźni
- Chen Chih-jung, Lien Yu-hui – gra podwójna – 17. miejsce,

### Żeglarstwo
- Huang Ted – windsurfing mężczyźni – 9. miejsce,
- Sih Brady, Sih Bryant – klasa 470 mężczyźni – 25. miejsce,